# 아카마츠 추가쿠
아카마쓰 주가쿠(赤松 中学)는 일본의 라이트 노벨 작가, 만화 스토리 작가, 시나리오 라이터이다.

## 개요
"생년월일, 연령, 출생지, 현재 살고 있는 곳까지 전부 불명인 익명 작가"를 자칭하고 있다. 《애스트로노토!》로 제 3회 MF문고 J 라이트 노벨 신인상 우수상을 수상했다.
대표작인 『비탄의 아리아』는 2011년 4월에 TV 애니메이션화되었다.
연어알젓을 좋아한다.

## 작품 리스트

### 소설
MF문고 J
- 애스트로노토! (2007년 - 2008년 / 일러스트 : bomi) - 전 3권.
- 비탄의 아리아 (2008년 - / 일러스트 : 코부이치) - 기간(旣刊) 21권.

전격 문고
- 이윽고 마검의 아리스벨 (2012년 - / 일러스트 : 우루우 겟카) - 기간(旣刊) 4권.

### 만화
- 홈즈・트윈즈! (월간소년블러드 연재, 원작 : 시나리오 공방 겟코우 / 작화 : 츠지노 요시테루)

「시나리오 공방 겟코우」 명의로 시나리오 스태프로써 히노 히카리와 같이 원작을 담당했다. 제 1화부터 제 3화까지 집필했다.